# کریستینا لایختووا
کریستینا لایختووا (چکی: Kristýna Leichtová؛ زادهٔ ۱۴ سپتامبر ۱۹۸۵) بازیگر اهل جمهوری چک است.
از فیلم‌ها یا برنامه‌های تلویزیونی که وی در آن نقش داشته‌است می‌توان به مسافرخانه و کودک ۴۴ اشاره کرد.